# Rinat Dasayev
Rinat Fayzrakhmanovich Dasayev ou Rinat Fäyzeraxman ulı Dasayev - respectivamente, em russo, Ринат Файзрахманович Дасаев e, em tártaro cirílico, Ринат Фәйзерахман улы Дасаев (Astracã, 13 de junho de 1957) é um ex-futebolista russo de origem tártara, considerado um dos maiores goleiros da história. Seu sobrenome Dasayev (no alfabeto latino da língua tártara) costuma ser grafado na mídia ocidental também como "Dasaev", "Dassaev"  ou "Dassaiev", dentre outras variações.
Considerado o sucessor de Lev Yashin na antiga seleção soviética, com ela Dasayev foi medalha de bronze nas Olimpíadas de 1980, disputou três Copas do Mundo FIFA e a Eurocopa 1988, da qual foi vice-campeão e eleito o melhor goleiro da competição. Nas Copas, sobressaiu-se em especial na de 1982, com sua atuação contra o Brasil continuando relembrada décadas depois como um "pesadelo" para o adversário, na expressão usada em 2002 pela revista Placar. A conclusão de que os brasileiros teriam evitado a Tragédia do Sarriá e sido campeões daquela edição caso tivessem Dasayev no gol foi opinada já na época pela imprensa, inclusive em avaliações de Alfredo Di Stéfano, João Saldanha e de Helenio Herrera, e repassada até mesmo pelo treinador Telê Santana ao próprio Dasayev.
O russo foi eleito o goleiro do time ideal da década de 1980 pelo Jornal do Brasil, período no qual chegou a ser usado até como metáfora em debate político, em que deputado amazonense reclamou sobre opositor que este teria "tanta capacidade de liderança quanto eu de fazer um gol no Dasayev". O impacto daquela exibição entre os brasileiros também fez Dasayev ser mencionado anos mais tarde como o goleiro preferido de adversários como Júnior, em 1993 e em 1994, e Sócrates, em 1995; também ser eleito o goleiro do time ideal escalado em 2008 por Leonardo, e mencionado reiteradamente como referência principal de goleiros vencedores da Copa como Taffarel, em 1990 e em 2018, e Dida - em declarações que este deu em 1993, 1994, 2003 e 2006. Elogiado publicamente também por Zizinho  e Raul Plassmann, o goleiro russo também inspirou no Brasil a escolha de nomes de cavalo de corrida; empresas (em 1998); e de cidadãos brasileiros, alguns dos quais, também futebolistas, em clubes como Náutico (Dasaev, também goleiro) ou Ceará (Dassayev, volante).
Mencionado seguidamente entre 1982 a 1988 na Bola de Ouro pela revista France Football, Dasayev foi eleito o melhor goleiro do mundo em 1988 pela Federação Internacional de História e Estatísticas do Futebol. A nível de clubes, desempenhou-se por Volgar Astracã e Spartak Moscou enquanto a Guerra Fria impedia-o de transferir-se ao mundo ocidental, apesar de propostas do Flamengo em 1982, na qual até o embaixador soviético no Brasil pronunciou-se, e em 1986; ou do Manchester United em 1987, em uma das primeiras negociações solicitadas por Alex Ferguson. Entre 1987 e 1988, com a Perestroika lhe permitindo escolha, também teve ofertas de Internazionale, Juventus, Milan, Sampdoria, Atlético de Madrid, Tottenham Hotspur, Bordeaux e Hamburgo até optar pelo Sevilla. Encerrou a carreira nesse clube espanhol, em 1991, recusando proposta de estende-la no Internacional, que buscava repor a saída precisamente de Taffarel, após já ter tentado contratar o russo ainda em 1983.

## Antes e depois de futebolista

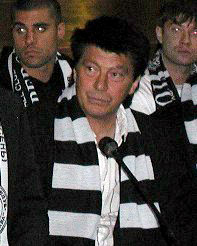
Em 2008, como treinador de goleiros do Torpedo Moscou.

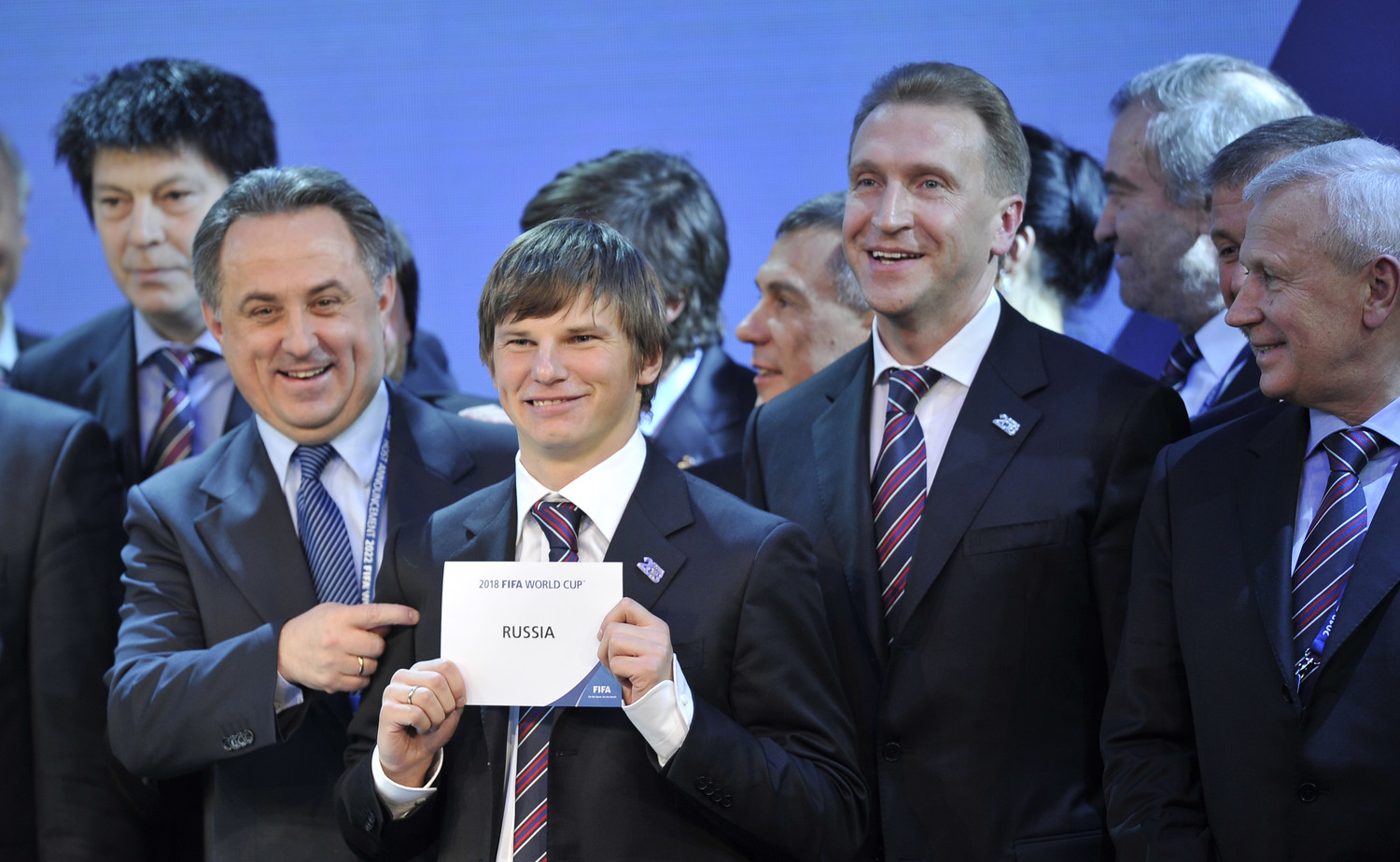
Em 2010 (à esquerda) com Andrey Arshavin no anúncio do êxito da Rússia em sediar a Copa do Mundo FIFA de 2018. Foi um dos embaixadores da candidatura.

Dasayev é cidadão russo do povo tártaro, nascido no litoral do Mar Cáspio. O pai, Faizrakhman Salimovich Dasayev (ou Fäyzraxman Sälim ulı Dasayev, na língua tártara), trabalhava na feira de peixes e a mãe, Shafika Khusainovna Dasayeva (ou Şäfiqä Xösäyen qızı Dasayeva), era despachante do porto fluvial. O casal também teve outro filho, Rafik, que por sua vez dedicou-se à construção civil.
Os Dasayev foram criados no islamismo, e o jogador sempre se afirmou devoto dessa religião. Chegava a usar o alcorão como amuleto, incluindo-o dentro da bolsa em que guardava rente a trave um par extra de luvas. Seria presente de um mulá, que o havia orientado a sempre carregar o livro consigo, conforme explicou em 2008 - em entrevista na qual também relembrou como seu treinador Konstantin Beskov e o dirigente Nikolay Starostin respeitavam sua fé: "Beskov me liberou por um dia antes de me preparar para os feriados muçulmanos para que eu pudesse ir à mesquita". Em outra declaração, reconheceu que todos os colegas sabiam dos hábitos do goleiro embora religiões não fossem bem recebidas na União Soviética, chegando a ser orientado por alguém do alto escalão da KGB a ser mais discreto; o interlocutor, embora falasse gentilmente, justificava-se que ele mesmo teria mais liberdade na vida religiosa particular por não ser uma figura tão famosa quanto Dasayev, que seria alguém "à vista e aos olhos de todos".
Sua cidade natal de Astracã situa-se também nas margens do Rio Volga  e próxima ao Cazaquistão, terra da ginasta Nelli Gaas (Нелли Гаас, no alfabeto cirílico), descendente de alemães do Volga. Conheceram-se em 1983 e casaram-se em janeiro de 1985, na capital da República Socialista Soviética Cazaque, a cidade então nomeada Alma-Ata. Primeira filha do casal, Elmira Dassaeva Gaas nasceu em 4 de abril de 1986, em Moscou. O casal também teve Cristina Dassaeva Gaas, nascida em 1990 na Espanha. O casamento terminou pouco depois e elas três radicaram-se nesse país, criadas pela mãe em Zaragoza, onde ela passou a dar aulas de ginástica, ainda sendo à altura de 2006 técnica do Club Deportivo Zaragozano. Elmira veio a naturalizar-se, competindo como espanhola nas competições de ginástica aeróbica, na qual chegou a ser líder do ranking mundial em 2007.
O casamento teria se abalado por Dasayev ceder a tentações de outras mulheres, do álcool e do ganho financeiro obtido no futebol espanhol, segundo seu agente, a contextualizar que "vocês, jovens, não entendem muito bem o que são 300 mil dólares em 1991. Um apartamento de três quartos no centro de Moscou custava três mil. Uma datcha em Rublyovka, no máximo dez mil!". O vício no álcool teria se adquirido com a decadência da carreira em 1990 e o estopim do divórcio, um acidente automobilístico que causara embriagado em julho de 1991. O goleiro, inicialmente, também radicou-se na Espanha, como proprietário de loja esportiva em Sevilha, a ponto de também ajudar como intérprete as excursões feitas na cidade pelas seleções independentes da Letônia (em 1992) e da Lituânia (em 1993).
A tentativa empresarial não prosperou, mas Dasayev seguiu na cidade reempregado pelo Sevilla como treinador de goleiros, inicialmente na comissão técnica formada em 1994 por Luis Aragonés. Naquele ano, iniciou relação com sua segunda esposa, a espanhola María del Mar, então garçonete do bar sevilhano que mais frequentava e a quem credita a superação da crise pessoal que vivia. Adotou o filho que ela já tinha, Miguel. Com a nova família, voltou em 1998 a morar na Rússia, ao ser contratado como treinador de goleiros do Spartak Moscou. Deixou esse trabalho já em 1999, mas seguiu no país natal, inicialmente na federação de automobilismo. Em agosto de 2003, voltou a ser treinador de goleiros, dessa vez na seleção russa, inicialmente na comissão técnica de Georgiy Yartsev. Esteve na delegação presente na Eurocopa 2004. Deixou o cargo em abril de 2005, mas o reocupou em agosto de 2006, já na comissão técnica liderada por Guus Hiddink. Entre 2007 e 2008, também exerceu a função no Torpedo Moscou, novamente com Yartsev.
Casou-se civilmente em 2002 com María, com quem teve mais três filhos: a nascida na Espanha recebeu o nome nativo de Beatriz assim como os nascidos em Moscou receberam os nomes tártaros de Aliya e Salim, em um lar bilíngue entre castelhano e o idioma russo aprendido por María e por Miguel; o filho adotivo, registrado como Miguel Ángel Dasaev Moreno, viria a ser intérprete para treinadores russos em trabalhos na Espanha. Por outro lado, a relação com as primeiras filhas tornou-se distante, sem que Elmira e Cristina ainda houvessem à altura de 2007 conhecido os meio-irmãos. Em 2021, noticiou-se que elas e o pai têm contato "periódico" por chamadas.
Entre o fim da década de 2000 e o meados da década de 2010, foi emissário russo na UEFA e na FIFA. Na Liga dos Campeões da UEFA de 2007–08, foi um dos responsáveis pelo sorteio da fase de grupos, em agosto de 2007, e da fase eliminatória, em março de 2008; bem como embaixador da final, realizada em Moscou. Foi embaixador também, desde 2009, da exitosa candidatura russa para sediar a Copa do Mundo FIFA de 2018. Em fevereiro de 2014 e em julho de 2015, foi um dos responsáveis pelo sorteio das eliminatórias da Eurocopa 2016 e das eliminatórias europeias para o Mundial de 2018, respectivamente. Em paralelo, voltou a ser treinador de goleiros no Torpedo (2012-13) e nas categorias de base do Spartak (2013-18).
Dasayev ingressou no salão da fama do Golden Foot em 2015, ao lado de Daniel Passarella, Gheorghe Hagi e David Trezeguet, na categoria "Lendas do Futebol". Em 2018, foi, juntamente com Gordon Banks, Peter Schmeichel, Jorge Campos, René Higuita, Mark Schwarzer e Vítor Baía, um dos ex-goleiros jurados para a premiação de melhor goleiro do mundo na cerimônia oficial da FIFA.
Suas opiniões são vistas como firmes e ocasionalmente controversas, como sua oposição ao uso de jogadores naturalizados, aprovando a não-convocação do brasileiro Guilherme pela Rússia para a Copa de 2018. No início de 2022, com a invasão da Ucrânia pela Rússia sendo esportivamente reprimida com o banimento europeu à seleção e clubes russos, Dasayev, então visto como maior ídolo esportivo vivo do futebol local, foi uma das vozes que em março daquele ano pediram pelo fim do boicote. Com a manutenção das sanções, ao fim daquele ano ele declarou-se favorável que a União Russa de Futebol saísse da UEFA para filiar-se à Confederação Asiática de Futebol.
Entre 2023 e 2024, a revista britãnica FourFourTwo o considerou o 22º maior futebolista da década de 1980 e de toda a história do Leste Europeu.

## Clubes soviéticos

### Volgar
Dasayev apreciava esportes desde jovem, tendo predileção pela natação até uma lesão, na mão esquerda. Começou a ser utilizado como goleiro a partir dos doze anos, em equipe escolar, por improviso diante da indisponibilidade do jogador habitualmente escalado na posição. Dasayev sobressaiu-se e se firmou na vaga, eventualmente chegando a um dos principais clubes locais, o Volgar. Ali, jogando na terceira divisão soviética, Dasayev foi descoberto por Konstantin Beskov, então treinador do Spartak Moscou.
Em 2019, relembrou assim seus inícios, ao veículo português MaisFutebol: "no meu tempo, o goleiro era goleiro por instinto. Sabia sair-me dos postes e lançar a bola para lá do meio-campo. Sabia lançar-me às bolas rasteiras e a meia altura, mas tinha o meu estilo. Ninguém me ensinou, aprendi no futebol de rua. Quando digo ninguém, é ninguém do futebol. O meu pai educou-me nesse campo, com exercícios específicos. Dos 14 aos 15 anos, cresci 14 centímetros. Mais adulto, também aprendi muito com os outros goleiros, de vê-los a treinar e no aquecimento. E tomava notas. Eu e o Beskov. O Schumacher foi o que mais me ensinou, os seus treinos eram muito físicos. Simplesmente escolhia o alvo e atirava a bola o mais depressa possível. Sempre. Sem demoras. Agora o futebol mudou muito e os goleiros também. Agora atiram-se mais para o chão e perdem tempo. Na minha altura, era apanhar a bola e lançá-la no imediato.".
Dasayev aprimorava sua impulsão, reflexo e agilidade tanto na horizontal quanto na vertical ao fim de cada treinamento, fazendo sessões de corrida, salto em altura e em distância. Primava também por aparentar sangue frio frente aos adversários, para não contagiar os demais defensores com algum nervosismo.

### Spartak

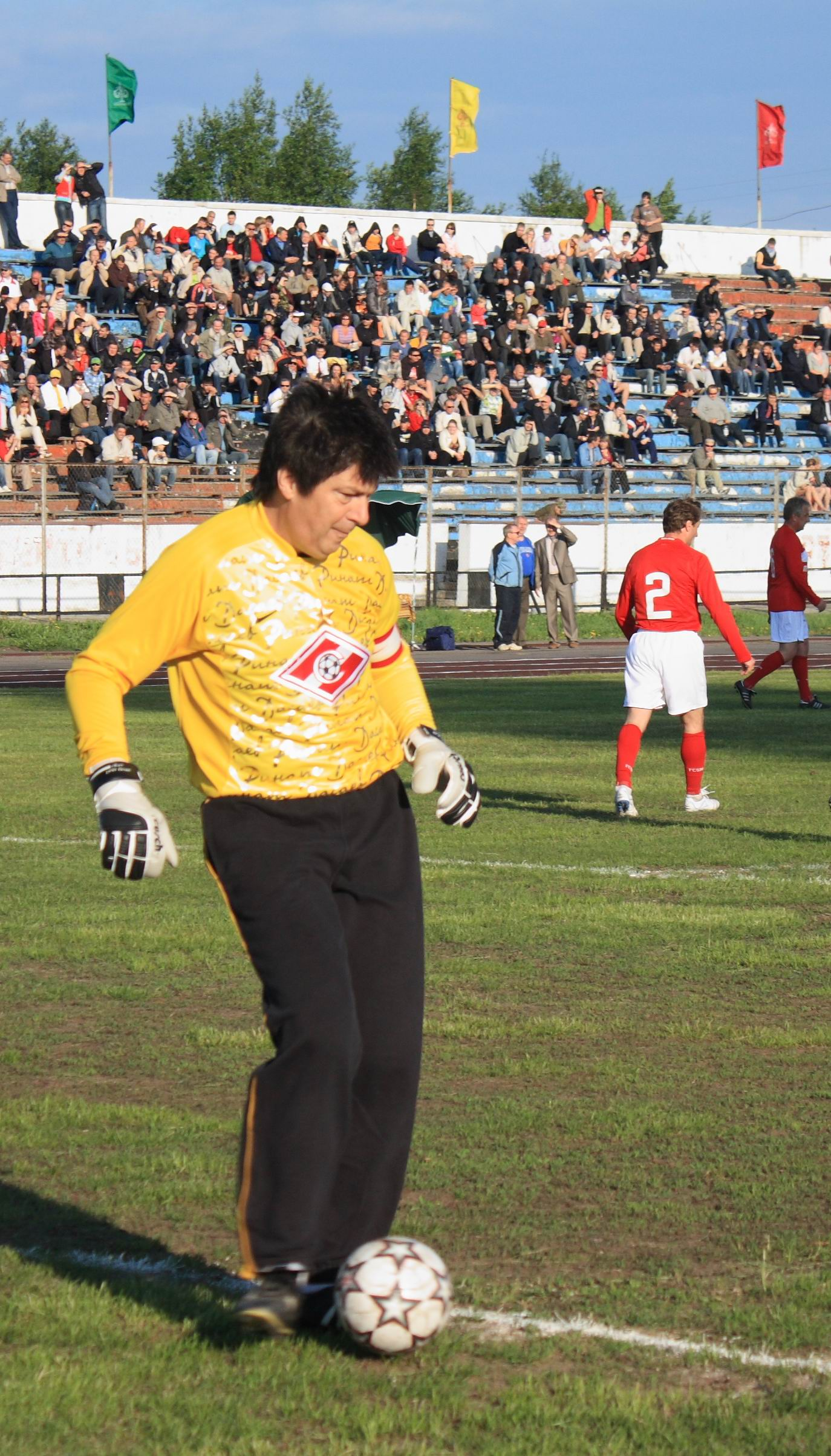
Em 2010, em jogo de veteanos do Spartak Moscou.

Embora o Spartak Moscou já fosse o mais popular clube russo, a equipe estava na segunda divisão, pela única temporada em sua história. Dasayev chegou ao Spartak em 1977 e participou do imediato retorno do clube à elite. Em 2019, relembrou ao veículo português MaisFutebol o descrédito com que foi recebido e como o superou rapidamente: "as pessoas disseram-me ‘não tens qualquer hipótese, o Prokhorov é o nosso goleiro’. Ganhei o meu espaço no Spartak depois de um jogo-treino com uma equipa búlgara. Goleámos 12-1 (...). Subimos à primeira divisão nessa primeira temporada, em 1977".
Konstantin Beskov viria a assumir em 1979 a própria seleção soviética e prontamente, naquele ano, ordenou as primeiras convocações de Dasayev. Também em 1979, o Spartak venceu o campeonato soviético, encerrando jejum de dez anos na primeira divisão. O feito fez do Spartak ser a base da seleção convocada às Olimpíadas de 1980, sediadas em Moscou, incluindo-se Dasayev, eleito o melhor jogador soviético de 1980, ano em que Lev Yashin já lhe apontava como seu sucessor; em novembro de 1980, Yashin já afirmava à imprensa brasileira que Dasayev e Dino Zoff eram os melhores goleiros do mundo.
O próprio Dasayev buscava evitar comparações com Yashin, explicando que jamais o vira jogar, a não ser em poucos registros fílmicos, admitindo a valia dos conselhos que pudera receber dele - vendo-o, inclusive, como figura paterna. Yashin era um ícone do rival Dínamo Moscou, contra quem o Spartak trava o mais antigo dérbi do futebol russo. Este Dínamo fora campeão soviético pela décima vez em 1963, altura em que era o maior vencedor nacional; contudo, desde que Yashin parara de jogar, sua antiga equipe só pudera vencer a liga uma outra vez, em 1976. O título de 1979 do Spartak era justamente o seu 10º na primeira divisão, situando-se àquela altura com uma taça a menos que o vizinho.
Gradualmente, contudo, o "Clássico Soviético" passou a se travar entre o Spartak com o Dínamo Kiev. a ponto de Dasayev seguir considerando, à altura de 1986, duas falhas cometidas precisamente em duelo de 1980 contra este outro clube como as piores da carreira. Liderada sobretudo por Oleg Blokhin na década de 1970 e na década de 1980, seria a equipe ucraniana e não o Spartak quem viria a tomar o posto de maior campeã soviética, compondo costumeiramente também a natural base da seleção, havendo efetivamente anos em que ela e este Dínamo chegaram a ter simultaneamente o mesmo treinador - Valeriy Lobanovskiy. O Spartak acabou seguidamente vice-campeão, como em 1980 e em 1981, respectivamente os anos do 9º e do 10º títulos soviéticos do time de Kiev.
Depois de 1979, Dasayev e o Spartak precisaram aguardar até 1987 para serem novamente campeões soviéticos e passaram toda aquela década sem vencerem novamente a Copa da URSS. Nesse período, viu-se o Dínamo Kiev também chegar ao 11º título soviético em 1985 e ao 12º em 1986, ano em que o Spartak ainda seguia com dez conquistas na primeira divisão. O goleiro foi o grande ícone do clube moscovita naqueles tempos, a ponto de expressar-se que "falar do Spartak Moscou é falar de Dasayev", que em dado momento chegou a ser um dos três titulares da seleção não-integrantes do Dínamo Kiev, juntamente com Wağyz Hidiätullin (outro tártaro do Spartak) e Sergey Aleynikov (bielorrusso do Dínamo Minsk).
Embora ofuscado ao longo dos anos 1980 pelo rival ucraniano, o Spartak soube encantar plateias no Ocidente, em particular na Espanha: Dasayev foi a principal figura nos duelos com o Real Madrid pelas quartas-de-final da Liga dos Campeões de 1980–81, sendo descrito como "gigantesco", mesmo recém-operado de apendicite.
Em agosto de 1982, então, Dasayev e o Spartak venceram com ampla superioridade o Troféu Cidade de Barcelona; em novembro, foi "soberbo" contra o Valencia na Liga Europa de 1982–83; em agosto de 1983, o clube venceu o Troféu Costa Verde com um 5-0 no anfitrião Sporting Gijón, cuja própria torcida gradualmente gritava olé aos moscovitas, e por fim com um 2-1 sobre o Atlético de Madrid - em nova atuação descrita como de "soberbas intervenções" de Dasayev. O apoio angariado junto à plateia local acabou tamanho que chegou a ser criticado pelo treinador atleticano Luis Aragonés, vaiado ao xingar de  "russos" alguns espectadores gijonenses. Em 2019, o goleiro recordou: "ganhamos do Atlético e jogamos tão bem que os adeptos aplaudiram-nos durante e depois do jogo. O Aragonés estava furioso e chamou 'soviéticos' aos espanhóis".
Com o Spartak, Dasayev também chegou às quartas-de-final da Liga Europa de 1983-84, eliminado Anderlecht, então dominante naquela competição - campeão da edição anterior e futuro vice-campeão naquela, em um contexto de força continental dos clubes belga, em que o Bruges também alcançava finais europeias com alguma frequência. Contra este time, Dasayev exibiu sua classe em título do Spartak no Torneio de Bruges realizado em agosto de 1986, semanas após seleção soviética ser polemicamente eliminada pela Bélgica - beneficiada com ao menos dois gols irregulares validados - na Copa do Mundo FIFA de 1986 (em 15 junho).
Em agosto de 1987, Dasayev e seu clube venceram por 5-1 o Valencia em pleno Mestalla, estragando o amistoso de apresentação do time treinado por Alfredo Di Stéfano, e em novembro asseguraram a reconquista do título soviético. Foi o 11º troféu do clube na liga, enfim igualando-se aos onze já obtidos pelo Dínamo Moscou.
No mesmo mês de novembro de 1987, Dasayev era visto como um dos três principais esportistas soviéticos, junto ao basquetebolista Arvydas Sabonis e ao saltador Sergey Bubka; um ano antes, já havia sido qualificado como "extraordinário" pelo enxadrista Garry Kasparov. Com o advento da Perestroika, a saída de Dasayev do futebol soviético já era vista como bastante palpável em 1987. Ele próprio manifestou em dezembro daquele ano que as autoridades o segurariam na URSS somente até o fim da Eurocopa 1988, quando então uma transferência ao Ocidente estaria autorizada.
O goleiro seguiu no Spartak por mais uns meses depois da Euro, sem conseguir evitar a eliminação, em outubro de 1988, para Steaua Bucareste de Gheorghe Hagi na Liga dos Campeões de 1988–89, ou a perda do título soviético para o Dnipro. Naquele ano, Dasayev jogou pelo Spartak até 22 de novembro, data de amistoso contra seu novo clube, o Sevilla, no qual atuou um tempo por cada equipe. O primeiro tempo terminou com o placar de 1-1 no estádio Ramón Sánchez Pizjuán, com os visitantes soviéticos dominando. No segundo tempo, reforçando os sevillistas, o goleiro assistiu a vitória por 2-1 sobre os ex-colegas.
Dasayev, individualmente, recebeu todos os prêmios de melhor goleiro soviético entre 1979 e 1988, exceto o da temporada de 1984. Em 1995, teve um jogo festivo a si oferecido pelo Spartak, que utilizou o estádio do próprio rival Dínamo Moscou para amistoso contra uma seleção de veteranos do Resto do Mundo, como Michel Platini, Paolo Rossi, Oleg Blokhin, Harald Schumacher e o próprio Dasayev - que atuou um tempo por cada equipe. Dentre os cantos que a torcida do Spartak dedicava a Dasayev, à altura de 2010 seguiam sendo lembrados “de Moscou ao Himalaia, o rei do ar é Dasayev!”, “Rinat Dasayev não um goleiro, mas apenas um tesouro!” ou “É mais fácil quebrar a cabeça do que marcar contra Dasayev!”.

## No ocidente

### Ofertas iniciais
Durante a Guerra Fria, futebolistas do Leste Europeu precisavam normalmente aguardar a idade de 29 anos para serem autorizados a uma transferência a países capitalistas. Mesmo assim, somente em 1980 ocorreu a primeira contratação ocidental de um futebolista soviético - a de Anatoliy Zinchenko pelo Rapid Viena, só concretizada também com a contrapartida do clube lhe introduzir metodologias de treinamento para favorecer-lhe como potencial treinador de times soviéticos.
O brilho de Dasayev e de Oleg Blokhin na Copa do Mundo FIFA de 1982 dava a impressão de que, sem os entraves políticos, "qualquer time do mundo daria o que os soviéticos exigissem". Em julho daquele ano, começaram rumores de que o Flamengo buscaria contratar Dasayev, em função de uma lesão de Raul Plassmann. O boato foi inicialmente ridicularizado pelo próprio presidente flamenguista de então, Antônio Augusto Dunshee de Abranches: "essa é boa. Para tirar o Dasayev da União Soviética, precisaríamos primeiro contratar o James Bond, o agente 007. Aí ele invadiria sorrateiramente a URSS e raptaria o goleiro". O próprio dirigente, contudo, frisou ainda em julho que aceitaria recebê-lo. Botafogo e Fluminense, ainda em julho, logo também estudaram a possibilidade, gerando comentário humorado de Sandro Moreyra pelo qual "trazer Dasayev para o futebol brasileiro é, como já salientamos, uma salutar ideia. Mas trazê-lo para jogar no time do Botafogo me parece uma crueldade. É ideia digna de um rancoroso e feroz anticomunista. Coisa da TFP".
Ao longo de agosto, a possibilidade flamenguista tornou-se mais séria, com vistas à Copa Libertadores da América de 1982, fazendo até o embaixador soviético no Brasil pronunciar-se. Admitiu a possibilidade de um intercâmbio, inclusive utilizado anos antes pelo Flamengo em seu departamento de remo, mas destacou que aquele requisito da idade seria a barreira: "o Brasil tem um acordo de intercâmbio cultural com a URSS e nele está incluída a permuta de know-how esportivo. Desta forma, um clube brasileiro poderia propor a vinda de Dasayev, cedendo ao mesmo tempo um outro atleta, que pode ser um jogador de futebol, ao clube de Dasayev. Na URSS, não existe futebol profissional e o passe internacional do jogador só é liberado depois que ele completa 29 anos. Este não é o caso de Dasayev". "Na URSS não existe essa de vender ou emprestar jogador. Dasayev é engenheiro eletrônico, com seu salário pago por uma fábrica que o deixa à disposição do (...) seu clube". Naquele mesmo mês, o próprio goleiro declarou ser o Flamengo o clube estrangeiro pelo qual torcia, em entrevista ao jornal espanhol Mundo Deportivo.
Ainda em agosto de 1982, o Espanyol também tentou contrata-lo, após Dasayev ter sido elogiado no Troféu Cidade de Barcelona conquistado pelo Spartak Moscou. Veio a contratar Thomas N'Kono à medida em que os contatos com o Spartak por uma cessão de Dasayev não evoluíam. Em setembro, a insistência do Flamengo por Dasayev seguia noticiada, diante da necessidade de Raul ainda permanecer sob repouso por três meses. Em 1983, o time brasileiro a manifestar interesse aberto no russo foi o Internacional, em dezembro, a ponto de haver diálogos diretos de dirigentes colorados com o embaixador soviético quando este visitou Jair Soares, então governador do Rio Grande do Sul e conselheiro do clube. Em janeiro de 1984, a diretoria já reconhecia pela inviabilidade do negócio, avaliado como "fora do alcance financeiro" do Inter.
A partir de 1986, quando o goleiro passou a cumprir o requisito formal de 29 anos e começava a Perestroika, novas propostas foram noticiadas. Em julho daquele ano, o precedente de Lev Yashin, que em 1965 utilizara as férias autorizadas a si para treinar no Flamengo, foi utilizada na campanha eleitoral do clube em nova tentativa de aquisição de Dasayev. Em 1987, Sergey Shavlo tornou-se o segundo futebolista soviético contratado pelo Ocidente, também pelo Rapid Viena. Alex Ferguson, recém-chegado ao Manchester United, quis contratar Dasayev em julho, por 250 mil libras. Em agosto já se reconhecia a falta de êxito, sendo do Ministério Soviético dos Esportes e não do Spartak a palavra final. Em dezembro daquele ano, Dasayev chegou a ser dado como contratado por um clube da Alemanha Ocidental, bem como sondado pela Internazionale, que via-se na iminência de perder Walter Zenga para o Napoli. Então dirigente, Gennadiy Logofet foi realista à possibilidade do time de Milão: a autorização dos órgãos estatias soviéticos seria difícil, pois "só deixam sair do país os medíocres". Naquelas semanas, Oleg Blokhin tornou-se o terceiro soviético autorizado a jogar fora, precisamente por já não ser jogador frequente da seleção. Como os antecessores, Blokhin também foi jogar na Áustria, enquanto o próprio Dasayev anunciava no mesmo mês que seria autorizado a deixar seu país após a disputa da Eurocopa 1988.
Em janeiro de 1988, o Milan também se mostrou interessado em adquirir-lhe. Ofertas de clubes italianos recomeçaram em junho, após a Euro, como a da Sampdoria No mesmo mês, o Atlético de Madrid iniciou sua tentativa, com o goleiro considerado disponível por por 55 milhões de pesetas, quantia considerada "exígua" pelo mandatário Jesús Gil. Em julho, o Sevilla então mostrou-se mais um interessado. Por duas vezes, uma comitiva de dirigentes deste clube deslocou-se à URSS naquele mês, diante da concorrência também com o Hamburgo.
O negócio com o Sevilla chegou a ser dado como fechado ainda no fim de julho, sob esclarecimento de que Dasayev só viria a partir da segunda metade da temporada espanhola de 1988-89. No início de agosto de 1988, porém, o Atlético de Madrid seguia tentando trazer o goleiro, levando o presidente do Sevilla a ir pessoalmente à URSS ao fim do mês para garantir o goleiro para si. Naqueles dias, o Tottenham Hotspur também tentou atravessar a negociação, assim como o Bordeaux e novamente o Atlético.
Em setembro de 1988, com a elevação sensível do preço pedido pelos soviéticos, de um milhão de dólares ora para quatro, ora para dois e meio, Dasayev pareceu distanciar-se do Sevilla. O acerto, retardado também pelas principais autoridades do esporte soviético estarem naquele mês em Seul em função das Olimpíadas de 1988, ficou em dois milhões no anúncio do Komsomolskaia Pravda e foi finalizado em outubro - revoltando o público moscovita, que concluía pela precificação ter sido relativamente barata demais diante da venda avaliada em cinco milhões de Aleksandr Zavarov à Juventus. Em 2019, o próprio Dasayev, entrevistado pelo MaisFutebol, teceu duas revelações: que esta equipe italiana igualmente se interessava por ele também, propensa a formar uma colônia soviética entre Zavarov, o goleiro e Sergey Aleynikov, mas a proposta do Sevilla seria superior; e que, se pudesse regressar no tempo, teria buscado o negócio com a Juventus.
Dasayev foi precisamente o quinto soviético contratado pelo exterior, A negociação de Dasayev, pactuada por três temporadas embora o goleiro de antemão anunciasse disposição em atuar por apenas duas, teve a mediação da agência soviética Sovintersport  e da empresa Dorna, então situada intencionalmente no paraíso fiscal de Liechtenstein e detentora quase que exclusiva dos direitos de licenciamento da negociação de futebolistas e ciclistas soviéticos, tendo cuidado em 1988 das próprias idas de Zavarov à Juventus, de Blokhin ao Vorwärts Steyr, de Sergey Baltacha ao Ipswich Town e de Vasiliy Rats ao Espanyol. A empresa teria ficado com 5% dos dois milhões, o Spartak com 40%, o goleiro com um valor "não revelado", mas "alto", e o Comitê Estatal de Esportes, com o restante. As condições "muito específicas" do contrato fariam o diretor-geral do clube explicar em julho de 1989, diante de sondagem do Sporting CP, que a equipe espanhola não poderia desfazer-se de Dasayev "nem mesmo se quisesse", pois não teria direitos sobre o goleiro, que na prática vinha cedido por empréstimo - por tempo determinado - dos órgãos estatais soviéticos.

### Sevilla
Primeiro russo e primeiro soviético do futebol espanhol, o goleiro receberia do Sevilla um salário de 800 dólares, ou 150 mil pesetas; o próprio jogador contextualizou que seu salário "é limitado por uma lei soviética, como qualquer especialista que trabalha no exterior. Eu sou um especialista de quarto nível, como Zavarov. Eu não posso ganhar mais de 1,2 mil dólares por mês". Também teria direito a um carro e quatro passagens aéreas anuais para a URSS.
Segundo Dasayev, pesou-lhe para aceitar a proposta o clima da nova cidade ("estou contente por trocar o frio de Moscou pelo calor de Sevilha") e porque a oferta do clube "foi sempre a mais interessada e sólida" do que a dos concorrentes. Ao Mundo Deportivo, em referência ao salário considerado baixo, explicaria ainda em dezembro de 1988 sua visão comunista pró-Perestroika e Glasnost - além de se posicionar a respeito das previsões de colapso da União Soviética, reforçadas pelo movimento separatista da Estônia e Letônia e por guerra no Azerbaijão, e sobre o pedestal de ídolo que desfrutava até mesmo no Ocidente:
| “ | Eu não sou capitalista. Não sofri nenhum tipo de pressão. Decidi por minha conta e risco. Eu não estou na Espanha só pelo dinheiro. Seria absurdo dizer que não vim ganha-lo, claro. O homem busca o lugar onde possa estar melhor e o peixe, a profundidade das águas. Dizemos isso na URSS. Mas o dinheiro não é o único no meu caso. Queria viver na Espanha, pois conheço seu futebol, seu atrativo. Um dos melhores da Europa e do mundo. Quando o Sevilla se interessou por mim, eu sonhei de imediato. Além disso, nossa carreira não é tão longa. Eu já tenho 31 anos... meu futuro também é importante. Quando regresse a Moscou, terei uma nova experiência. Além da minha escola, a que me formou, saberei tirar experiências desta, a espanhola. É preciso pensar que na URSS eu tinha meu soldo e, desde logo, não conhecia essa ambição de ganhar mais e mais dinheiro. De nenhuma maneira. Talvez as novas gerações sim tenham essa ambição, mas meu objetivo não era me tornar rico quando um dia decidi ser futebolista. Terminei minha carreira no Instituto de Cultura Física de Moscou e sei que quando regresse terei meu trabalho e poderei viver, modestamente. Isto funciona assim, será assim, e não é preciso dar mais voltas nisso. (...) É possível que a situação econômica de meus colegas mais jovens seja superior à que desfruta o pessoal da minha geração e, desde logo, das anteriores. Nós, e penso em Zavarov, Hidiätullin, e mesmo em Arvydas Sabonis, somos pioneiros quanto à exportação e eu estou por essa política de portas abertas. É um reconhecimento ao desenvolvimento do esporte na União Soviética e todo uma incitação aos jovens. As autoridades estudam uma lei que permitirá a saída ao exterior aos esportistas com 28 anos completos. Os aspirantes deverão trabalhar mais, se esforçar para ser melhores. E isto é bom. O que faz falta [à Perestroika e Glasnost] é que se compreenda seu conteúdo. Em meu país, há quem as 'reconhece', entre aspas, e quem luta por isso cem por cento. Eu espero e desejo que tenha um desenvolvimento e um final positivo a todos os níveis: social, econômico, esportivo... desejaria que se implantasse o mais rapidamente possível, embora saiba das dificuldades que seus impulsores têm plantadas. (...) Estando eu em Moscou já existiam esses problemas e as coisas não têm variado em tão pouco tempo. Espero que todos tomem consciência de que a situação não pode seguir assim e cheguem a uma solução. Meu desejo é que se alcance um acordo pelo qual as repúblicas da União Soviética continuem unidas, como estão desde há mais de oitenta anos. Estou a par do que se passa tanto em meu país como no exterior, mas só isso. Eu não creio que tenha jamais uma responsabilidade política. Lhes falava antes de minha intenção em acumular experiências e conhecimentos nesta minha aventura espanhola porque meu sonho é seguir com a escola de goleiros que organizei em Moscou e que, ao vir eu a Sevilha, paralisou seu trabalho. Voltarei para trabalhar com os jovens, essa é minha política. Não tenho ativismo além do futebolístico. Agora como profissional e logo como pessoa capaz de ensinar algo aos que começam. (...) Nunca idolatrei ninguém e meu conselho é que ninguém caia nessa tentação, e sim que se preocupe nada mais que ser si próprio. (...) As pessoas podem pensar assim, claro. E se fazem isso, lhes agradeço esse 'título', mas eu não tenho nenhum direito em me considerar como tal. Para mim, não existe o ídolo e eu não sou partidário de que o público veja assim um futebolista. E o que chegue a crer que é, estará enganando a si mesmo. O que o pessoal possa pensar a respeito de minha condição de goleiro é algo que, naturalmente, não vou poder mudar, mas creio honradamente que se equivocam se me entronizam. Hoje posso ser o que esteja mais em forma, mas amanhã será outro. E o ídolo deveria ser sempre o melhor, sempre. No futebol, isso é impossível. A lista de 'melhores' varia a cada ano. Não deem mais voltas: ídolo significa que está proibido de cometer um erro. E quem não comete? | ” |

Dasayev foi recebido em novembro de 1988 pela nova equipe, sob multidão desde a chegada ao Aeroporto de Sevilha (a aguarda-lo mesmo com o atraso, por névoa, do voo vindo de Madrid) até uma apresentação para 33 mil pessoas no estádio Ramón Sánchez Pizjuán, um recorde local de público para anúncio de reforço até a contratação de Diego Maradona em 1992 pelo mesmo clube. Recebido aos gritos de toureiro, não disfarçava uma emocionada surpresa com a estima que gerava.
O primeiro jogo foi um amistoso em 22 de novembro no Pizjuán, com o Spartak Moscou, partida na qual atuou no primeiro tempo pelo ex-clube (que dominou aquela etapa, empatada em 1-1) e no segundo tempo pela nova equipe, vencedora por 2-1. Cinco dias depois, houve por La Liga de 1988–89 um Dérbi da Andaluzia com o Real Betis, sendo Dasayev poupado do duelo (vencido por 3-1), mas presente nas arquibancadas do estádio Benito Villamarín. O russo estreou em La Liga outros três dias mais tarde, contra o líder Real Madrid, no Pizjuán. Sofreu gol, curiosamente, no primeiro chute que recebeu, aos 10 minutos de jogo, em lance avaliado como indefensável - um "disparo" na marca do pênalti, de Paco Llorente. No restante do jogo, contudo, prevaleceu nos duelos contra o artilheiro adversário Hugo Sánchez, que reconheceu que "Dasayev assusta". O Sevilla empatou em 1-1 e o soviético teve uma estreia considerada "boa". Também foi elogiado na partida seguinte, 0-0 de visitante do Real Zaragoza, em 4 de dezembro. Ele e o goleiro adversário José Luis Chilavert foram avaliados como os melhores em campo, e Dasayev também foi considerado o goleiro do "time ideal da semana". Teve então em 11 de dezembro uma primeira atuação criticada, ao sofrer quatro gols dentro do Pizjuán na derrota de 4-2 para o Real Valladolid.
O campeonato realizou pausa para as festas de fim de ano. Sua família havia permanecido na terra natal e só o encontraria já depois do natal, situação que ele já havia informado em sua apresentação ao Sevilla. À edição de 4 de dezembro do Mundo Deportivo, já admitia as dificuldades sentidas por ainda não entender castelhano e a falta sentida da esposa e filha, apesar do ambiente acolhedor que a cidade lhe oferecia: "talvez ter empreendido esta aventura com dez anos a menos, a coisa fosse diferente. Minha mente está ali, com minha família, os amigos. São uns 'obstáculos' que não me têm permitido apreciar Sevilha com intensidade. Mas tenho sim apalpado o carinho com que me receberam e a alegria que te contagia esse povo. Esse permanente humor brincalhão, essa sensação de que aqui parece impossível que alguém se aborreça... em alguma ocasião senti cólicas dessa eletricidade pelo meu corpo. Mas, claro, pensar em minha mulher e em minha filha, uff, é duro. Faz uns dias telefonei para casa e a garota, se chama Elmira, atendeu o telefone... foi para sair correndo até o avião! Tem dois anos e meio".
Quando La Liga foi retomada, em 7 de janeiro de 1989, Dasayev sofreu no último minuto da visita ao Celta de Vigo o gol da derrota de 1-0, ao espalmar um chute de fora da área e ver a bola rebatida acabar aproveitada por outro adversário. Ainda assim, recebeu a segunda nota mais alta dos jogadores presentes. Contudo, no dia 11 de janeiro voltou a sofrer quatro gols, no 4-0 para o Barcelona no Camp Nou, No dia 15 de janeiro, no Pizjuán, o Logroñés, que não vencia desde outubro,  venceu graças a um bizarro gol contra do russo: recolhera a bola de um rebote da trave e, ao buscar relança-la a campo para algum colega, viu-a involuntariamente escapulir de suas mãos e se introduzir nas próprias redes, no único ataque adversário. Àquela altura, os questionamentos da torcida se tornaram uma constante e, embora fosse publicamente defendido pelo então treinador sevillista Xabier Azkargorta ("Dasayev? Neste país colocamos defeitos em todo mundo"), o abalo emocional era visível.
Os três meses sem convívio familiar e sem algum interlocutor da língua russa seriam por ele comparados à sensação de ser "um E.T.", mesmo que apreciasse os "gestos de carinho" e "sorrisos" na comunicação rudimentar com os locais. Vasiliy Rats, seu colega de seleção soviética, se transferiu em março de 1989 para o Espanyol e declarou à imprensa catalã como, ao mesmo tempo que ouvia de Dasayev "maravilhas" sobre a Espanha e os espanhóis, fora bastante aconselhado pelo goleiro a trazer consigo a família desde o início, para prevenir solidão a níveis depressivos; embora com o tempo Dasayev adquirisse fluência na língua espanhola, Rats afirmou em abril de 1989 que "recordo que em certa ocasião me disse textualmente: sem conhecer o idioma, sem poder falar com ninguém, se chega a um ponto em que parece que vais ficar louco".
Em 2019, Dasayev resumiria que "as diferenças sociais e culturais foram brutais". Trinta anos antes, em abril de 1989, assim as detalhara:
| “ | Foi uma mudança realmente traumatizante. Minha vida mudou em todos os sentidos. Estou vivendo em outro mundo. Não se trata de comparar. Francamente, não é o caso de dizer se a Espanha é melhor ou pior do que a União Soviética. O que importa é que são dois mundos completamente diferentes e a gente sente a mudança. Conheci Sevilha em 1982, durante o Campeonato Mundial, quando a União Soviética ficou no grupo sediado nesta cidade. Achei-a maravilhosa, mas nunca pensei que um dia viria viver aqui. E ainda mais que teria tantas dificuldades para morar numa cidade que eu achara tão bonita. Mas a verdade é que tudo é muito diferente e o idioma me impede de assimilar as coisas, buscar explicações mais claras neste ou naquele momento. Vivo com um intérprete a meu lado, mas mesmo através dele é difícil entender algumas coisas. E, afinal, eu não posso viver as 24 horas vendo com os olhos dos outros, falando com a boca dos outros. | ” |

A falta de ambientação foi uma constante aos futebolistas soviéticos emigrados naquele momento ao futebol do Ocidente, mas Dasayev gradualmente conseguiu recuperar nível, mesmo que não satisfizesse plenamente as expectativas criadas. Sua família chegou ainda em janeiro, Em fevereiro, voltou a ser eleito o melhor goleiro "da jornada"; em março, foi convocado pelo Resto do Mundo para o jogo de despedida de Zico na Seleção Brasileira e teve atuação destacadíssima. Em maio, teve a nota mais alta de novo clássico andaluz com o Betis, vencido por 1-0 no Pizjuán; e mesmo em derrota de 3-0 para o Real Madrid, teve a nota mais alta no estádio Santiago Bernabéu, defendendo um pênalti de Hugo Sánchez com o placar ainda em 0-0 e sem ter chances de defesa nos gols sofridos.

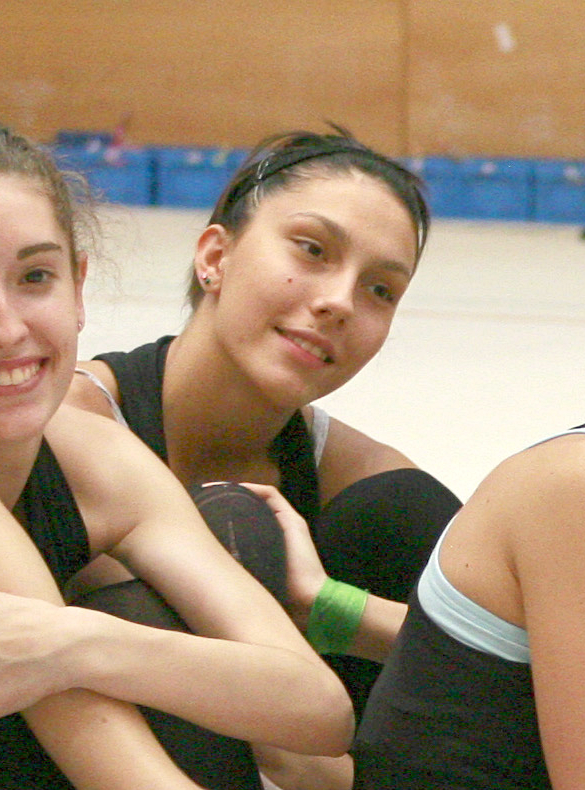
Retrato de 2007 da ginasta Cristina Dassaeva Gaas, uma das filhas espanholas de Dasayev.

Em junho, lesionou-se em derrota de 3-1 para o Celta, que vencia por 2-1 quando ele precisou sair - um dos gols fora de pênalti e Dasayev, antes da lesão, pudera defender outro penal. O Sevilla, que já havia substituído desde abril o técnico Azkargota por Roque Olsen, trocaria novamente de treinador em julho, contratando Vicente Cantatore, sendo tal alternância rápida no cargo outro choque cultural para Dasayev. A lesão contra o Celta lhe fez extrair menisco, o deixando por dois meses sem poder jogar; uma vez recuperado, nunca teria sido apreciado por Cantatore, que o escalaria apenas por pressão do presidente do clube.
Apesar da estadia irregular entre de altos e baixos, recebendo 39 gols em 35 partidas na temporada 1989-90, nela Dasayev ajudou o clube a obter a 6ª colocação no campeonato espanhol daquela temporada, melhor campanha que o time, classificado à Liga Europa de 1990–91, fazia em sete anos. Foi questionado especialmente em outubro e novembro de 1989, período e que sofreu gols por entre as pernas contra Cádiz (1-1, no Pizjuán) e Real Madrid (derrota de 5-2, no Bernabéu), e viu seu clube ser surpreendentemente eliminado na Copa do Rei de 1989–90 pelo Sabadell. Recuperou-se no início de 1990: eleito em dado momento de fevereiro o melhor goleiro em La Liga, teve entre março e abril atuações elogiadas em especial contra Real Madrid, Barcelona e Athletic Bilbao.
Porém, a lesão no joelho tornou-se crônica, fazendo com que o clube já se programasse à altura de maio para dispensa-lo. A permissão a apenas três estrangeiros simultâneos também foi outro obstáculo; o Sevilla já tinha ele, o uruguaio Pablo Bengoechea e o austríaco Toni Polster, e priorizou para a temporada 1990-91 a vinda do chileno Iván Zamorano ainda que isso significasse o afastamento do russo, que começava a ser questionado na própria seleção soviética após a decepcionante Copa do Mundo FIFA de 1990. Em 2010, declararia mais razões para o insucesso:
| “ | Os defensores avançavam com ousadia e se esqueciam de voltar. Treinadores que acreditavam ter adquirido um muro de tijolos e, portanto, negligenciavam o trabalho cuidadoso de treinamento na criação de sistemas defensivos eficazes com o goleiro. Espectadores, convencidos pela imprensa de que o clube tinha um supergoleiro que, sozinho, aguentaria os adversários e irritáveis com qualquer uma das minhas imprecisões, mesmo as menores. Psicologicamente, eu desmoronei. Eu era o capitão do Spartak, estava habituado a liderar a defesa, a dar orientações aos jogadores, até a gritar com eles, mas em Sevilha não abria a boca, fiquei ali como se estivesse mudo. | ” |

Em agosto de 1990, Dasayev assinou a própria dispensa para que Zamorano pudesse jogar, embora o contrato seguisse formalmente em vigor até o fim da temporada 1990-91, seguindo ele como membro oficial do plantel; em outubro, chegou a compor a delegação que viajou à URSS para enfrentar o Torpedo Moscou pela Liga Europa, ainda que para na prática servir apenas de espião do adversário e de intérprete. À altura de dezembro, embora seguisse treinando regularmente, seguia sem jogar, mesmo com o novo goleiro titular Juan Carlos Unzué afirmando ser "um autêntico feito" ter a vaga no mesmo time de Dasayev. O astro, na prática, ficou relegado como treinador dos goleiros, função que o clube se propôs a oficializar em novo contrato empregatício. O soviético, todavia, pretendia seguir jogando.
Com o fim do contrato de futebolista em 30 de junho de 1991, a crise se agravou à esfera pessoal: o clube reclamou para si o carro e domicílio que o goleiro desfrutava. Na primeira semana de julho, o goleiro fraturou a mão em um acidente de carro, com a imprensa divulgando-o como provocado por embriaguez, por mais que ele refutasse. O ocorrido foi o estopim para o fim de seu primeiro casamento. Apesar do desfecho conturbado, manteve carinho pelo clube e cidade: seguiu radicado por um tempo nela, aconselhado por amigos moscovitas a evitar regressar a Moscou em meio à tentativa de golpe de Estado em agosto de 1991, vindo a ser efetivamente reempregado pelo Sevilla como treinador de goleiros na temporada 1993-94; manifestou contentamento e torcida pelo sucesso continental sevillista na década de 2000; e casou-se com uma andaluza. Ele eventualmente voltou a estabelecer-se em Moscou, mas afirmou em 2019 que costuma fazer ao menos uma viagem por ano à Espanha.

### Ofertas finais
Ao fim da primeira temporada de Dasayev no Sevilla, a de 1988-89, o clube descartou conversações com o Sporting CP, mesmo que o russo não houvesse correspondido plenamente às expectativas e estivesse se recuperando de lesão. Voltaria a jogar em agosto de 1989, após dois meses parado. Naquele mês, enfrentou no dia 29 o Internacional, no amistoso de apresentação do clube espanhol para a temporada 1989-90. Foi substituído no decorrer do jogo e o time de brasileiro, que perdia por 2-0, empatou em 2-2 dentro do estádio Ramón Sánchez Pizjuán. O Inter, que já havia tentado contratar-lhe em dezembro de 1983, tornou a sondar Dasayev a partir de dezembro de 1990, embora desmentisse no mês anterior ("quem tem Maizena não precisa de Dasayev", teria declarado um dirigente) rumores que já se espalhavam.
Àquela altura, Dasayev vinha sem jogar por todo o segundo semestre de 1990, embora seguisse treinando e pretendesse prolongar a carreira. Em novembro, ele já havia se disposto a aceitar oferta até mesmo de uma equipe da terceira divisão espanhola, o Orihuela, caso a empresa Dorna (mediadora do seu contrato perante os órgãos estatais da União Soviética) intercedesse favoravelmente. Contudo, a proposta de 15 milhões de pesetas livres de impostos não foi considerada suficiente e o Orihuela encerrou negociações, considerando excessiva para si a contraproposta.
As conversas com o Internacional avançaram por janeiro de 1991, a ponto de o presidente colorado José Asmuz ir pessoalmente à Espanha para conversar com o goleiro, na mesma viagem em que acertou a contratação de Cuca junto ao Real Valladolid. Entre os dias 24 e 25, a contratação chegou a ser dada como certa. Nos dias seguintes, o desacordo foi atribuído a diferentes versões: um desinteresse do soviético em ser emprestado pelo que restava da temporada europeia de 1990-91, preferindo permanecer no Sevilla até o fim do contrato, mesmo sem jogar; à impossibilidade do negócio se efetuar sem que o goleiro pudesse se desvincular do governo soviético, que detinha seu passe como jogador, dentre outros empecilhos tanto burocráticos  como atribuídos ao próprio goleiro para vir ao Brasil. Teria recusado proposta de 1.150 dólares mensais, casa e carro em Porto Alegre também por ver muito mais vantajosa uma suposta proposta paralela do Benfica; em outra versão, a proposta de 200 mil dólares por um ano de contrato foi recusada porque o goleiro receava se prejudicar financeiramente, tendo uma quantia ainda por receber do governo soviético, condicionada à sua permanência no futebol europeu. O clube, que procurava repor a saída de Taffarel, fã declarado do russo, somente buscou a contratação de Roberto Gato Fernández após o insucesso com Dasayev.
Em junho de 1991, o Sabadell, que procurava por sua vez repor a saída de Thomas N'Kono, teria procurado a Sovintersport, a estatal soviética que co-empresariava Dasayev, para contrata-lo tão logo encerrasse o vínculo com o Sevilla. Na primeira semana de julho, sobreveio o acidente automobilístico onde fraturou uma mão. Ao fim de agosto, com ela recuperada e diante de treinamentos por conta própria do goleiro, chegou a ter sua contratação cogitada no Racing Santander para jogar a terceira divisão.

## Seleção

### Primeiros duelos contra brasileiros

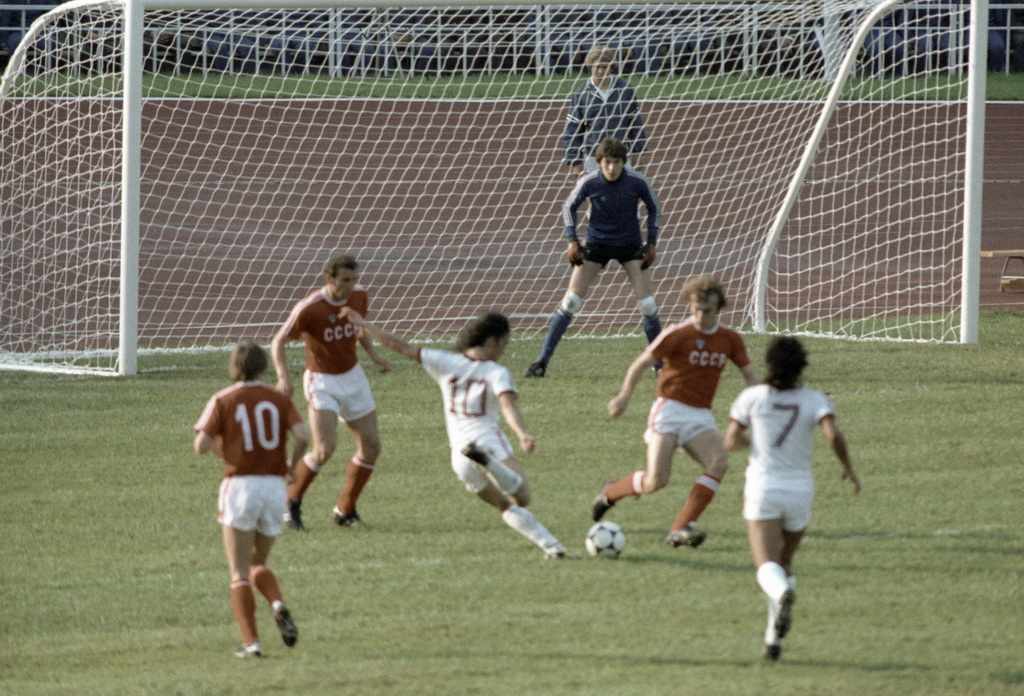
De azul contra a Venezuela nas Olimpíadas de 1980, em Moscou.

Dasayev estreou pela seleção soviética em 5 de setembro de 1979, contra a Alemanha Oriental. Uma semana depois, amargou, na derrota de 1-0 em Atenas para a Grécia, a desclassificação nas eliminatórias à Eurocopa 1980. Em novembro, festejou com o Spartak Moscou o primeiro título soviético que este clube pôde conquistar em dez anos; assim, o Spartak serviu de base para a seleção convocada às Olimpíadas de 1980, sediadas em Moscou.
Na preparação aos jogos Olímpicos, a URSS de Dasayev entusiasmava com vitórias seguidas sobre Bulgária (3-1), Suécia (5-1) e França (1-0) antes de enfrentar o Brasil, por quem foi convidada para enfrenta-lo no amistoso que celebrava os trinta anos do estádio do Maracanã. Dasayev já era, antes da partida, apontado como o grande destaque soviético e comparável a Lev Yashin, na análise do Jornal dos Sports. Evitando a comparação, Dasayev comentou também o seguinte:
| “ | O Yashin foi o melhor goleiro do mundo e realmente foi nele que me mirei para chegar até onde cheguei. Mas não me sinto em condições de me comparar a ele. Acho que seria a mesma coisa qualquer jogador brasileiro querer se comparar a Pelé. Nosso objetivo principal é a conquista das Olimpíadas que jogaremos em casa. Portanto, considero os testes que estamos fazendo da maior importância. Quero dizer que estamos fazendo um trabalho de preparação muito sério. Temos enfrentado seleções de profissionais, que não irão às Olimpíadas, mas são as melhores dos seus países. Finalmente, devo dizer que considero o teste contra o Brasil da maior importância. Vamos jogar nosso futebol e seria muito para a Rússia vencer o Brasil em sua própria casa. | ” |

Aos 25 minutos da partida, Nunes abriu o placar em cabeceio sem chances para o goleiro russo, reconhecido como de exibição "excelente" no triunfo de virada por 2-1 para os visitantes. Antes, com o placar ainda em 1-0, Zico desperdiçou cobrança de pênalti, chutando para fora; em 2017, o goleiro, rememorando esse lance ao Globo Esporte, declarou que "eu ia defender, mas a bola saiu. Eu estava em grande forma, e o publico mexeu comigo. Eu queria mostrar tudo que eu sabia fazer." A virada deu-se ainda no primeiro tempo, rendendo a primeira vitória russa/soviética sobre o Brasil. No segundo, Dasayev também defendeu chute de Zico logo aos 2 minutos, bem como cabeceios de Sócrates (aos 19), Toninho Cerezo (aos 27) e de Zico (aos 29).
A plateia local chegou a pedir o retorno de Zagallo para técnico canarinho, vaiando Telê Santana, então em sua segunda partida como treinador da seleção. O triunfo soviético cresceria de relevo nos anos seguintes por ser justamente uma das duas únicas derrotas de Telê até a Copa do Mundo FIFA de 1982, e a única dentro do Brasil, sendo a outra no Mundialito de futebol de 1980 para o anfitrião Uruguai. Por conta também dessa estatística, Dasayev destacou em 2019 que aquela vitória "foi especial".
Nas Olimpíadas, embora favorita ao ouro por jogar em casa bem como pelo boicote de muitas nações ocidentais como represália à invasão soviética ao Afeganistão, a URSS foi surpreendentemente vencida nas semifinais pela Alemanha Oriental - precisando então se contentar com a medalha de bronze, vencida sobre a Iugoslávia.
No segundo semestre de 1980, Dasayev esteve na vitória não-oficial de 3-0 sobre o Atlético de Madrid, em 25 novembro e capital espanhola, na partida festiva ao adversário José Luis Capón; três dias depois, em outro amistoso não-oficial, evitou gols, mas não a vitória por 1-0 do São Paulo, em jogo festivo no Morumbi pelo título estadual de 1980 recém-conquistado pelos tricolores; em 30 de novembro, o amistoso não-oficial foi contra a seleção paulista, novamente no Morumbi, apesar das críticas soviéticas ao gramado "esburacado". No empate em 1-1 sob muita chuva, Dasayev sofreu de Pita um elogiado gol sem chance de defesa. Dias depois, o goleiro esteve em outro 1-1, resultado valorizado em Mar del Plata diante da então campeã mundial, a Argentina. Ali, sofreu gol apenas em lance surpreendente de Diego Maradona. Dasayev encerrou o ano sendo eleito o melhor jogador de seu país.

### Copa do Mundo FIFA de 1982
Nas eliminatórias da Copa do Mundo FIFA de 1982, a União Soviética compôs grupo com Tchecoslováquia, País de Gales, Turquia e Islândia. À altura de maio de 1981, Gales liderava, com os tchecoslovacos em segundo e os soviéticos então em terceiro. Dasayev e colegas puderam empatar em Wrexham com os galeses (em 0-0), em atuação na qual o goleiro foi descrito como "imbatível" e "incrível". Em meio às eliminatórias, ele também triunfou em novo amistoso não-oficial da URSS contra o Atlético de Madrid, derrotado em Moscou por 4-2 em 1º de agosto de 1981. nesse período, Lev Yashin elogiaria Dasayev como "o melhor goleiro que apareceu na URSS nos últimos 20 anos".
Ao todo, Dasayev esteve em seis jogos nas eliminatórias, sofrendo neles apenas um gol, sendo o goleiro menos vazado das 33 equipes europeias que disputaram a qualificação. Assim, em janeiro de 1982 o Jornal dos Sports já comentava ser "opinião unânime que dificilmente haverá quem o supere neste novo Mundial". Naquele mês, a URSS realizou uma excursão pela Espanha, com Dasayev sendo exaltado pelo Mundo Deportivo como "o melhor goleiro soviético, apesar de sua idade, curta para um goleiro. Muito seguro e com estupendos reflexos", a ponto de sujeitar à reserva o primeiro sucessor de Yashin, Vladimir Pilguy. Na viagem, Dasayev e colegas venceram por 3-0 o Celta de Vigo em 6 de janeiro, entusiasmando o público adversário nos Balaídos; por 5-1 o clube Real Linense, em 15 de janeiro; por 4-1 a seleção regional da da Andaluzia, em Marbella, em 17 de janeiro; por 2-0 o clube Ceuta, em 2 de fevereiro; e buscaram o empate em 2-2 com o Real Madrid após derrota parcial de 2-0 no estádio Santiago Bernabéu, em 11 de fevereiro.
Em 15 de abril de 1982, em amistoso contra a Argentina, a seleção então detentora do título de campeã do mundo, os soviéticos conseguiram empatar em 1-1 dentro de Buenos Aires; Dasayev foi encoberto por Ramón Díaz no lance do gol adversário e, embora não atuasse na surpreendente derrota de 1-0 para o clube Loma Negra de Olavarría dois dias mais tarde (e sim Viktor Chanov) recebeu questionamentos em maio pela revista brasileira Placar: ela repassava que Lev Yashin ainda veria sinais de imaturidade em Dasayev, estimando dois anos de espera para que o "sucessor" atingisse o auge; destacava as indecisões de Dasayev nas saídas de gol, após duas cirurgias no joelho; o hábito de avançar muito até a linha de pequena área, o que o tonaria propenso a não neutralizar cruzamentos a tempo; e que, embora fosse um goleiro que "não compromete", também era "incapaz de cometer milagres". Telê Santana também o contestou, arguindo ao Correio Braziliense de 11 de junho que o melhor goleiro que vira, acima do próprio Yashin, fora Castilho e que "nem ele conseguia impedir as derrotas do Fluminense quando o adversário era realmente superior. Por isto, não temo as façanhas deste Dasayev".
O goleiro aniversariou em 1982 precisamente na véspera da estreia soviética na Copa, diante do Brasil. De acordo com o Correio Braziliense, Telê estava advertido por observadores de que Dasayev "sai com perfeição nas bolas altas", esperando-se "um belo duelo" dele "contra os cruzamentos fortes e venenoss de Éder". Ao longo do duelo, o goleiro mostrou-se um exímio interceptador de bolas levantadas sobre a área, sobretudo as do próprio Éder  - a ponto de a insistência deste em repetir tais jogadas chegou a fazer Zico advertir-lhe que "assim você vai consagrar o cara".
Impressionando pela tranquilidade mesmo jovem, Dasayev foi reputado como a principal figura da partida, sem cometer erros no jogo. Realizou já aos 5 minutos uma primeira defesa difícil, em tentativa do próprio Zico, desviada para escanteio. Em 2019, Dasayev classificou aquela como uma de suas três melhores defesas da carreira, em chute "à queima-roupa, da marca do pênalti".
Aos 7, evitou gol Serginho. de O Jornal dos Sports chegou a listar também que: em 20 minutos o goleiro já se havia antecipado duas vezes a Sócrates, em cobrança de falta de Leandro e em um dos cruzamentos de Éder; que impediu três aparentes tentativas de gols olímpico de Éder, aos 25 minutos do primeiro tempo e em "grandes defesas" aos 28 minutos do segundo tempo e três minutos depois; e que no segundo tempo defendeu ainda um chute de Leandro (aos 2 minutos), antecipou-se a Serginho (aos 11, em outro cruzamento de Éder) e neutralizou um cruzamento de Paulo Isidoro (aos 36) e um chute forte de Falcão (aos 40). Perfeito nas saídas e nas bolas aéreas, retardou bastante a vitória adversária ao não oferecer sequer rebotes aos brasileiros; em outros diagnósticos, também teria impedido uma goleada.
Assim, ao mesmo tempo em que "encheu a vista do público", também revoltou determinados torcedores adversários, a ponto de Dasayev chegar a sofrer com objetos arremessados contra si a partir das arquibancadas, levando a arbitragem a pedir reforço no policiamento para protege-lo. Ironicamente, o juiz espanhol Augusto Lamo Castillo seria justamente visto como o principal oponente dos soviéticos, pois teria ignorado um pênalti que deveria ter sido assinalado cinco minutos após o empate brasileiro, em lance no qual Luizinho usou a mão para afastar chance de Oleg Blokhin; também não teria assinalado outro pênalti, de agarrão de Luizinho em Ramaz Shengelia, que teve ainda um gol anulado por impedimento logo antes do segundo gol brasileiro.
No Brasil, Armando Marques e Sandro Moreyra estiveram entre colunistas que reconheceram publicamente a influência arbitral no resultado, que a imprensa soviética insinuava ter sido influência de João Havelange. Outra insinuação foi a do Jornal do Brasil: "devemos agradecer ao juiz Lamo Castillo, que pagou naquele dia com fartos juros os 20 dias de mordomias que a CBF generosamente lhe havia proporcionado um mês antes no Hotel Méridien, aqui no Rio, com direito a seus estupendos restaurantes, suas atraentes boates e suas movimentadas piscinas. E ainda ao valiosíssimo relógio de ouro que a nossa precavida entidade lhe presenteou logo depois dele apitar o amistoso Brasil x Alemanha. A arbitragem de Lamo Castillo naquela tarde foi tão descaradametne a nosso favor que no dia seguinte todos os jornais espanhóis condenaram a asua atuação e um deles, naquele fogoso exagero espanhol, chegou a estampar esta manchete: Lamo Castillo, vergüenza nacional"". Outra manchete teria sido "Deus é brasileiro e o árbitro Lamo Castillo também". A atuação polêmica faria Lamo Castillo, além de ser vaiado pelos próprios espectadores conterrâneos presentes, não apitar nenhuma outra partida daquele Mundial, ao passo que a delegação soviética foi aplaudida pelos espanhóis ao deixarem os vestiários.
Os gols brasileiros foram sofridos somente a partir dos 30 minutos do segundo tempo e ambos foram reconhecidos como indefensáveis, mesmo que ficasse estático no segundo deles. No primeiro, esticou-se bastante a ponto de chegar a tocar na bola fortemente chutada por Sócrates, enquanto no segundo esperava que o arremate viesse de Falcão  - a surpreender a todos ao deixar a bola prosseguir para outro chute forte, de Éder, não permitir reação viável ao goleiro. Falcão explicaria ao Jornal do Brasil que "senti que o Éder estava em condições de chutar e por isso só ajeitei para ele, procurando enganar o goleiro com o corpo. A jogada teve êxito e o Dasayev acabou nem se mexendo na hora do chute, porque não esperava", ao passo que Éder, ao Correio Braziliense, descreveria que "gritei para o Falcão deixar e, depois de matar a bola na coxa, peguei de cheio, na veia. Só assim mesmo poderia fazer aquele gol, pois o tal do Dasayev era mesmo infernal", e prometia (ao Jornal do Brasil) aprimorar os cruzamentos para a partida seguinte, contra a Escócia, mesmo duvidando que "o goleiro escocês seja melhor que o russo". Em relação aos autores dos gols, Dasayev trocou de camisa com Sócrates ao fim da partida e, quando completou 50 anos, convidou Éder para a partida festiva.
O jogo seguinte da URSS foi contra a modesta Nova Zelândia, mas mesmo naquele contexto Dasayev pôde voltar a mostrar-se como excelente goleiro - por realizar por reflexo uma difícil defesa quando a partida ainda estava em 0-0, momento em que os neozelandeses ainda contra-atacavam com certo perigo, antes de cederem a um triunfo soviético por 3-0. O resultado permitia aos russos a vantagem do empate na rodada final do grupo, contra a Escócia. nela, Dasayev evitou gols "cantados", em especial com um "bote espetacular" em jogada de Joe Jordan logo aos 9 minutos; e em tentativa escocesa desesperada no último minuto, quando o goleiro "arriscou a própria vida e um braço quando se atirou para agarrar a bola enquanto um atacante escocês fazia um disparo a cerca de três metros da boca do gol", nas descrições do Correio Braziliense.
Por 54 minutos, os britânicos estiveram classificados, a partir do placar aberto por eles aos 15 minutos de partida, em que Jordan explorou falha atribuída a Aleksandr Chivadze. O próprio Chivadze empatou, aos 15 minutos do segundo tempo, ao passo que Ramaz Shengelia virou no minuto 84. Ainda houve, contudo, tempo para Graeme Souness empatar dois minutos depois, sem que Dasayev fosse culpável. Em meio a uma partida de classificação sofrida, foi observado como Dasayev seguia a bola por noventa minutos, sem distrações, postura então incomum aos olhares brasileiros, evitando então a vitória escocesa com aquela arriscada defesa no último minuto. Já após o Mundial, o goleiro afirmaria ter sido aquela a partida em que melhor jogou.
Líder junto com Oleg Blokhin de um elenco que não aparentava fissuras de ego e que cujo jogo só se mostrara menos atrativo do que o do Brasil, Dasayev foi apontado como o melhor goleiro daquela primeira fase e o principal responsável pelo avanço da URSS à fase seguinte, pedido por Diego Maradona para ser o goleiro adversário de um jogo-despedida que planejava fazer do futebol argentino antes de incorporar-se ao Barcelona. Prenunciava-se também que a URSS estaria nas semifinais para um reencontro com o Brasil.
Na segunda fase de grupos, a URSS então dividiu sua chave com Bélgica e Polônia. Contra os belgas, a análise do Jornal dos Sports foi de que "já se tornaram comuns as brilhantes atuações do extraordinário goleiro soviético. Não é sem razão que é considrado o melhor da posição nesta Copa do Mundo. Na partida de ontem, repetiram-se as defesas seguras, o excelente senso de colocação e as perfeitas saídas do gol", aparecendo notadamente ao defender com o pé um chute forte e rasteiro de René Verheyen por volta dos 30 minutos do segundo tempo. "Tentar bater esse homem tem algo de proeza" e "o difícil é fácil para ele" foram os elogios pós-jogo do Mundo Deportivo ao russo, embora também antevisse que o declínio ofensivo do restante do time poderia acarretar na eliminação frente aos poloneses, que jogariam pelo empate por terem vencido os belgas por melhor margem de gol.
Apesar da vantagem do empate, os poloneses foram bastante ao ataque e proporcionaram as melhores chance do jogo, com Dasayev e o restante do setor defensivo soviético sabendo desbaratar as oportunidades adversárias; no caso do goleiro, sobressaiu-se notadamente ao defender com firmeza cobrança de falta de Zbigniew Boniek no primeiro tempo. No segundo, salvou chute forte à meia altura de Włodzimierz Smolarek aos 11 minutos, esticou-se para afastar para escanteio aos 22 em outro arremate de Boniek e, no último minuto, também afastou para córner um contra-ataque que Smolarek concluía. Todavia, a linha ofensiva não teve a mesma qualidade e o 0-0 resultou na desclassificação da URSS, que só teria buscado mais o ataque a partir dos 30 minutos do segundo tempo.
Sem sofrer gols na segunda fase, mas ainda assim eliminado, no mês seguinte o goleiro chegou a desabafar publicamente contra os colegas do meio-campo e ataque, afirmando ter preferido que a seleção fosse melhor na Copa do que ser premiado como o melhor jogador do seu país (como terminou sendo). Confirmado como o "novo Yashin", deixara a Espanha deixando grande impressão, visto como o melhor goleiro daquele Mundial na ocasião da desclassificação. Foi confirmado como o melhor goleiro também na eleição oficial, uma vez encerrada a Copa, bem como o melhor soviético e o oitavo melhor jogador no cômputo geral - à frente até mesmo do goleiro campeão, Dino Zoff, 12º colocado nesse aspecto. Na Bola de Ouro, Dasayev terminou em sexto, também à frente de Zoff, oitavo colocado na premiação da France Football. O próprio Zoff, assim como seu treinador Enzo Bearzot, reconheceram Dasayev como superior; Zoff também classificaria o russo como a única revelação da Copa.

### Copa do Mundo FIFA de 1986

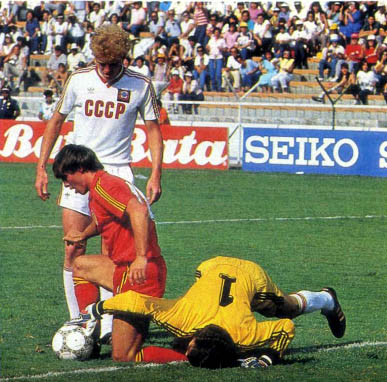
De amarelo contra a Bélgica nas Copa do Mundo FIFA de 1986.

Após a Copa do Mundo FIFA de 1982, o cargo de técnico da União Soviética passou de Konstantin Beskov para Valeriy Lobanovskiy, seu antigo assistente. Para a Eurocopa 1984, a seleção de Lobanovskiy integrou nas eliminatórias grupo em que Polônia e Portugal eram os principais concorrentes à única vaga no torneio. Em abril de 1983, mesmo sem marcar gols, Portugal foi batido por 5-0, em Moscou. Em junho, após vitória de 1-0 dentro de Helsinque sobre a Finlândia, outra componente do grupo, a URSS liderava três pontos acima de Polônia e Portugal.
Em outubro de 1983, vitória por 2-0 sobre a Polônia deixou a seleção de Dasayev a um empate de classificar-se à Euro. Contudo, Portugal, recuperado da goleada de meses antes, venceu por 1-0 no Estádio da Luz e obteve a vaga, convertendo um pênalti considerado "duvidoso". O goleiro relembrou isto em 2019: "fomos mal eliminados por Portugal, tal como naquele jogo com a Bélgica no Mundial-86. Há dias em que nem tudo corre bem. Bastava-nos um empate em Lisboa e fomos perder com um pênalti. Lembro-me, claro. Rui Jordão nunca tirou os olhos da bola: determinado, remate colocado. Enganou-me".
Foi a única derrota soviética nas eliminatórias, mas a eliminação decorrente fez o técnico Lobanovskiy cair em desgraça e dar lugar a Eduard Malofeyev. Dasayev, por sua vez, não deixou de ser novamente apontado como sexto melhor jogador europeu, na Bola de Ouro de 1983. Dasayev também se ausentaria do futebol nos Jogos Olímpicos de Verão de 1984, seja em função de nova regra de admissibilidade para futebolistas olímpicos (proibindo-se aqueles que já houvessem participado de Copa do Mundo FIFA); seja em função do boicote do bloco comunista àquelas Olimpíadas, sediadas em Los Angeles, em retaliação ao boicote estimulado pelos Estados Unidos (em reação à invasão soviética ao Afeganistão)) às Olimpíadas de 1980, ocorridas em Moscou.
Embora não jogasse a Euro e nem as Olimpíadas, a URSS teve resultado comemorado em junho de 1984, ao obter sua primeira vitória sobre a Inglaterra enfrentando-a em solo inglês. Dasayev foi o goleiro do triunfo de 2-0 em Wembley, e em 1985 já figurava como capitão da seleção, que teve o melhor retrospecto europeu nas eliminatórias da Copa do Mundo FIFA de 1986. Nelas, teve uma só derrota, com Dasayev seguindo como "o digníssimo substituto do mítico Lev Yashin".
Ao fim de 1985, o goleiro tornou a aparecer entre os dez melhores jogadores europeus na avaliação da France Football, ficando em nono lugar, e foi eleito pelo quarto ano seguido o melhor futebolista de seu país. Em março de 1986, veio a primeira derrota desde 1979 sofrida em casa pela URSS, surpreendida pela Inglaterra. Em um primeiro momento, o resultado chegou a ser visto como proposital pela própria imprensa do Ocidente, como se os derrotados, diante da proximidade da Copa do Mundo, tivessem intuito de dissimularem sua real capacidade. Porém, uma sequência de novas derrotas resultou na demissão, em maio, do técnico Malofeyev. O cargo do treinador foi reocupado por Lobanovskiy, credenciado por ter dirigido o Dínamo Kiev recém-campeão da Recopa Europeia de 1985–86, clube por sua vez utilizado como base da convocação final. Em meio a essas mudanças, Dasayev seguiu como referência e visto como melhor goleiro do mundo à altura de junho de 1986, sendo, juntamente de Oleg Blokhin, o astro soviético mais acionado para autógrafos no México.
Na estreia da Copa do Mundo FIFA de 1986, a URSS venceu apor 6-0 a Hungria, exprimindo tamanha superioridade que Dasayev não trabalhou no jogo. Contra a França, sobressaiu-se no empate em 1-1, evitando gols notadamente em arremate "à queima-roupa" de Yannick Stopyra aos 20 minutos e cabeceio de Jean-Pierre Papin aos 10 minutos do segundo tempo, outra das três defesas preferidas que teve na carreira, conforme declarado em 2019 ("defendi a bola em cima da linha"). Em outro lance, não teve como evitar o gol francês - em chute forte de Luis Fernández no minuto 61, perto da marca do pênalti.
Com a classificação antecipada, o treinador Valeriy Lobanovskiy optou por usar na escalação inicial contra o frágil Canadá jogadores habitualmente reservas, utilizando Viktor Chanov ao invés de Dasayev no terceiro jogo da fase de grupos. As oitavas-de-final seriam contra a Bélgica, confronto para o qual os soviéticos eram favoritos por terem conseguido liderar seu grupo mesmo fazendo de Blokhin um reserva. Os belgas, por sua vez, vinham de campanha modesta, avançando apenas como um dos melhores terceiros colocados na fase de grupos - derrotados pelo México, venceram por 2-1 o Iraque e ficaram no 2-2 com o Paraguai. A disparidade aparente, em especial com o triunfo soviético de 6-0 sobre a Hungria, acabou influindo na percepção de que a exibição diante da URSS tornou-se a maior partida da história dos "Diabos Vermelhos". Igor Belanov marcou três gols, mas não impediu derrota de 4-3, atribuída bastante a uma controversa arbitragem favorável ao adversário:  no tempo normal, encerrado com o placar de 2-2, os dois gols da Bélgica foram validados mesmo diante do impedimento de Enzo Scifo no primeiro e de Jan Ceulemans no segundo.
Ainda nos  minutos finais do tempo normal, Dasayev fez defesa "quase milagrosa" para evitar que Scifo, de cabeça, marcasse o terceiro gol belga, lance que renderia cumprimento imediato do próprio Scifo ao "melhor goleiro do mundo". Na prorrogação, o terceiro gol belga também ocorreu sob posição duvidosa do autor, Stéphane Demol, e por fim a arbitragem do sueco Erik Fredriksson preferiu encerrar a partida sem oferecer aos soviéticos a oportunidade de cobrar um escanteio decorrente da defesa de Jean-Marie Pfaff em arremate de Andrey Bal.
Dasayev declararia em 2019 à mídia portuguesa que aquela derrota lhe foi ainda mais triste do que o vice-campeonato na Eurocopa 1988:
| “ | Estávamos lançados, tínhamos uma equipe perfeita. O Lobanovskiy teve o mérito de juntar todo um continente imenso chamado União Soviética, com jogadores de Kiev, Moscou, Tbilisi, Minsk e por aí fora. O Dínamo Kiev tinha levantado a Taça das Taças nesse ano, um festival ao Atlético de Madrid. Os jogadores do Atlético ganhavam três mil dólares de prêmio pela vitória; os do Dínamo, 500. Aquela derrota com a Bélgica está atravessada. Ainda hoje. Perdemos 4-3, após prorrogação. O Belanov marcou três gols e sofri quatro gols, uns muito estranhos. Impedidos. Digo eu. O ambiente no balneário era... Isto, silêncio. Ninguém se mexia, ninguém falava. Ninguém esperava, foi um choque. No ônibus, a mesma coisa. Se adormeci às cinco da manhã já foi muito bom. Quando chegamos a Irapuato para recolhermos as malas e voltarmos para casa, nem imaginas o nosso espanto. Os mexicanos receberam-nos em massa, completamente histéricos. Alguns até choravam. Foi comovente. E foi pena, digo-o outra vez. | ” |

Apesar da eliminação ainda nas oitavas-de-final, Dasayev foi considerado o melhor goleiro da Copa de 1986 por La Gazzetta dello Sport, bem como o melhor goleiro daquele ano pela Guerin Sportivo. Na Bola de Ouro, vencida pelo conterrâneo Belanov, foi considerado o 16º melhor jogador europeu de 1986 pela France Football.
Ainda em 1986, Dasayev defendeu, em 27 de julho, o Resto do Mundo, convocado pelos treinadores Franz Beckenbauer e Johan Cruijff para amistoso beneficente ao UNICEF, contra a seleção da América do Sul. Esse jogo no Rose Bowl também representava a despedida do veterano goleiro Pat Jennings, utilizado no primeiro tempo. Dasayev atuou no segundo tempo, sem evitar que Maradona maracasse no minuto 88 o gol que empatou em 2-2 o duelo e forçou decisão por pênaltis, vencida pelos sul-americanos.

### Despedida de Platini e Eurocopa 1988
As eliminatórias à Eurocopa 1988 começaram ainda em 1986, com Dasayev e colegas logrando em 11 de outubro daquele ano a primeira derrota que a França sofreu dentro do Parc des Princes em jogos não-amistosos; foi por 2-0. Um ano depois, a URSS se tornou a primeira seleção classificada à Euro; bastava-lhe um empate em Berlim Oriental contra a Alemanha Oriental em duelo também designado para 11 de outubro, finalizado em 1-1.
Na preparação à Euro, os soviéticos venceram a campeã mundial Argentina. A seleção de Diego Maradona foi derrotada pela de Dasayev em 31 de março por 4-2, em Berlim Ocidental, pelas semifinais do Torneio das Quatro Nações, quadrangular amistoso com Suécia e Alemanha Ocidental, sede da Euro. Porém, na decisão, os suecos terminaram surpreendentemente campeões, com Dasayev falhando no primeiro gol da vitória escandinava por 2-0; o goleiro, vivendo noticiada má fase, esteve próximo de ser cortado do torneio, por conta de uma luxação no joelho.
Em paralelo, em meio à temporada europeia de 1987-88 o goleiro voltou a defender outras duas vezes o Resto do Mundo: em 8 de agosto de 1987, convocado por Terry Venables para o amistoso que celebrou o centenário do campeonato inglês, sem que ele, Maradona e Michel Platini evitassem derrota de 3-0 para um combinado da liga inglesa (reforçada por estrangeiros que ali jogavam, como Osvaldo Ardiles, Liam Brady ou Norman Whiteside) em Wembley; encoberto por Bryan Robson no primeiro gol, aos 23 minutos, o russo foi substituído no intervalo por Andoni Zubizarreta com o placar ainda em 1-0. O outro jogo foi a despedida de Platini, em 23 de maio de 1988, convocado por Giovanni Trapattoni para atuar juntamente com Zico, Enzo Francescoli e Zbigniew Boniek. No empate em 2-2, não colaborou para que o filho de Platini marcasse no minuto final o que seria o gol da vitória francesa, apesar da zaga ter facilitado a jogada do garoto.
A URSS estreou na Euro na véspera do aniversário de 31 anos de Dasayev, tido como o melhor jogador em campo na vitória por 1-0 em 12 de junho sobre os Países Baixos. Com atuação excelente, ao passo que Marco van Basten terminou substituído por Rinus Michels diante de atuação neutralizada pela defesa soviética, o goleiro foi exaltado publicamente pelo seu treinador Valeriy Lobanovskiy ("a velocidade e Dasayev têm sido nossas melhores armas") bem como pelos neerlandeses Ronald Koeman ("Dasayev fez todos nos lembrarmos que é um grande goleiro") e Johan Cruijff ("foi um encontro muito bom. Dispusemos meia dúzia de oportunidades que não quiseram se traduzir em gol, seja por um paredão em Dasayev, seja por questão de sorte").
O "recital" do "czar", nas palavras do Mundo Deportivo, incluiu defesas contra John Bosman aos 4 minutos, contra "um terrível disparo de 30 metros" de Koeman aos 19 e então um arremate "com etiqueta de gol" de John van 't Schip, outro de Koeman e balões de Van Basten e Jan Wouters. Um dos lances contra este, similar à defesa contra Jean-Pierre Papin na Copa do Mundo FIFA de 1986, é considerada pelo próprio goleiro como outra das três defesas preferidas da carreira, em entrevista dada em 2019 para o veículo português MaisFutebol: "o Gullit cabeceia, eu defendo por instinto e o rebote é do Wouters. Fiz outra defesa. Parecia milagre".
O jogo seguinte foi em 15 de junho contra a Irlanda, tendo Dasayev outra grande atuação, até lesionar seriamente um joelho. Por conta do lance, o capitão soviético precisou ser substituído por Viktor Chanov no minuto 69; embora a lesão logo se revelasse menos grave do que a suspeita inicial, a permanência de Dasayev para a partida seguinte  e para o restante da própria Eurocopa foi posta em dúvida por alguns dias. O treinador Lobanovskiy, todavia, não quis renunciar a ele sequer para a partida subsequente. Com Dasayev presente, nela a URSS, na descrição do Mundo Deportivo,  "pulverizou" a Inglaterra por 3-1 em 18 de junho.
Em 22 de junho, ocorreu a semifinal, contra a Itália, vencida por 2-0 e cujos ataques desesperados esbarraram na segurança de Dasayev, na crítica do Jornal do Brasil. O grande momento do goleiro ocorreu no final do primeiro tempo, com um salto à esquerda para desviar a escanteio uma bola bem cabeceada por Giuseppe Giannini, com o placar ainda em 0-0, exibindo no lance um ótimo tempo de reação.
Sobre essa defesa e a partida, na qual a URSS teve 68% de posse de bola, assim declarou em 2019:
| “ | 2-0 à Itália. Por acaso, também faço aí uma defesa boa. Remate do Giannini. Ainda estava 0-0. Acabou 2-0. Jogamos sem o Belanov. Estava tocado e o Lobanovskiy preferiu poupá-lo para a final. Sabíamos que a Itália tinha um futebol rico, talentoso, muito latino. Mas nós éramos realmente fortes. Potentes, digo. Nessa noite, que jogo glorioso. Dominamos sempre, uns 70 por cento de posse de bola. | ” |

Dentre os espectadores no setor VIP do Neckarstadion de Stuttgart, Lev Yashin declarava-se orgulhoso e Zubizarreta exclamava: "é um goleiro extraordinário. Nem sequer o fantasma de uma lesão pôde retirar-lhe segurança sob as traves e prova disso foi sua intervenção ante um cabeceio de Giannini à queima-roupa". Apesar disso, àquela altura para o Mundo Deportivo o favoritismo era do outro finalista, os Países Baixos, "apesar de Dasayev". O próprio goleiro, de antemão, reconhecia o perigo de Gullit e Van Basten, a despeito da vitória sobre eles na estreia.
A decisão, em 25 de junho, não teve a mesma qualidade técnica do encontro inaugural das duas seleções, apesar dos belos gols. Dasayev terminou visto como "um herói sem sorte", aplaudido pelos próprios neerlandeses ao buscar a medalha de prata, Não teve culpa nos dois gols que sofreu e, com o placar ainda em 0-0, fez grande defesa aos 32 minutos, em cobrança de falta de Gullit. Poucos minutos depois, o mesmo Gullit recebeu completamente isolado um toque de Van Basten, tendo tempo de posicionar a coluna e cabecear com força sem que Dasayev pudesse saltar a tempo. No segundo gol, aos 8 minutos do segundo tempo, Van Basten surpreendeu a todos ao arriscar sem ângulo um chute por cobertura, sem chances de defesa.
Além da imprensa, o goleiro Harald Schumacher também absolveu o russo: "contra um gol como o de Van Basten, nem sequer um goleiro como Dasayev podia evitar", enquanto o centroavante adversário explicava: "tive um máximo de êxito e acerto naquela arreamte. Em una fração de segundo, encontrei o único ponto exato pelo qual podia superar Dasayev. Lembro de um gol no Den Bosch que foi mais bonito e espetacular, mas este foi obviamente foi muito mais importante". Dasayev, por sua vez, comentaria assim em dezembro daquele mesmo ano, a respeito do lance de Van Basten:
| “ | A verdade é que o gol que me marcou na final da Eurocopa é desses que se veem bem poucos... mas tampouco individualizarei nisto. O futebol é um trabalho coletivo. Há jogadores temíveis porque são os que mais gols marcam e há outros que são os que fazem a jogada, os que fabricam goleadores. Qual é o pior deles para um goleiro?". | ” |

O goleiro soviético foi eleito para o time ideal daquela Euro; para o time ideal da temporada europeia de 1988 pela revista Onze Mondial; melhor goleiro do mundo em 1988 pela Federação Internacional de História e Estatísticas do Futebol; melhor jogador europeu de 1988, pela imprensa espanhola; 13º melhor na Bola de Ouro.
Na eleição de melhor soviético, ficou em segundo, abaixo apenas de colega presente no vice da Euro mas também medalha de ouro nas Olimpíadas de Seul, Aleksey Mikhaylichenko. Aquela edição manteve a proibição a futebolistas que já houvessem participado da Copa do Mundo FIFA em disputar o futebol olímpico.

### Despedida de Zico e Copa do Mundo de 1990
Em março de 1989, Dasayev foi convocado pelo Resto do Mundo para a partida que marcaria a despedida de Zico com a seleção brasileira. Para ter o russo presente, a organização do evento chegou a designar um voo especial para leva-lo a Údine (local do jogo) desde Elche, cidade onde precisaria jogar pelo Sevilla na véspera do amistoso. Com isso, Michel Preud'homme foi utilizado no primeiro tempo, recebendo nota 9 do Jornal dos Sports. Dasayev jogou o segundo tempo e recebeu nota 10: "é malhar em ferro frio analisar um dos maiores goleiros do mundo". O Resto do Mundo venceu por 2-1, com o soviético impedindo que o próprio Zico empatasse, aos 29 minutos, fazendo boas defesas também contra Careca (aos 9 minutos), Romário (aos 18 minutos) e Tita (aos 35).
Em novembro de 1989, contudo, eram noticiados tantos problemas físicos em Dasayev como a falta de um substituto à altura na seleção soviética, ante apresentações ruins do reserva Viktor Chanov quando acionado. Ainda assim, a URSS terminou líder de seu grupo nas eliminatórias da Copa do Mundo FIFA de 1990, superando Áustria, Alemanha Oriental, Islãndia e Turquia. Dasayev seguia titular em meio à uma renovação que buscava mesclar poucos remanescentes da Copa do Mundo FIFA de 1986 com jogadores oriundos da campanha medalha de ouro nas Olimpíadas de 1988, fórmula que colocava a URSS entre as seleções favoritas, apesar da generalizada falta de adaptação plena à Europa Ocidental dos jogadores que, como o goleiro, haviam emigrado sob autorização da Perestroika. Essa impressão, notada já em agosto de 1989, persistia à altura de maio de 1990, a ponto de haver receio de que estes houvessem perdido entrosamento com colegas que haviam permanecido na União Soviética.
Em abril de 1990, Dasayev recebeu a nota mais alta de uma seleção de estrangeiros de La Liga (como Hugo Sánchez, Oscar Ruggeri e Baltazar)  derrotada por 3-1 em Las Palmas pela Espanha. Já na soviética, o corte da revelação Aleksey Mikhaylichenko após lesão inoportuna bem como os declínios de Igor Belanov e Oleg Blokhin, igualmente ausentes, também geravam certo pessimismo contra a seleção de Valeriy Lobanovskiy. Porém, a aparente rápida readaptação dos jogadores emigrados com os outros colegas faziam da URSS a favorita à vitória na rodada inaugural, em 9 de junho, contra a Romênia; no dia 5, Dasayev e demais soviéticos haviam vencido por 6-0 um amistoso não-oficial contra a seleção da província italiana de Luca. O goleiro desejava abertamente chegar à marca de 100 jogos pela seleção, marca palpável caso ela passasse de fase.
Na estreia, porém, a Romênia venceu por 2-0. Para a imprensa, Dasayev e suas defesas difíceis evitaram derrota mais ampla, sem que ele tivesse culpa nos gols sofridos - atribuídos mais à zaga desorganizada no primeiro e à arbitragem no segundo, por assinalar pênalti em infração cometida ainda fora da área. O técnico Lobanovskiy, porém, culpou-lhe publicamente no lance do primeiro gol, antevendo-se que o treinador deixaria Dasayev fora do jogo seguinte.
Em autocrítica, Dasayev concordou que teria contribuído para o primeiro gol: "se não tivesse pensado tanto, poderia ter evitado o gol da Romênia, pois esperei muito para ver onde o Lăcătuș mandaria o chute". "Creio que se não tivesse pensando tanto a saída, talvez houvesse detido o disparo". Porém, o goleiro também não se furtou de questionar os métodos de Lobanovskiy e acabou nem mesmo relacionado ao banco de reservas para o jogo seguinte, contra a Argentina; em seu lugar, jogou Aleksandr Uvarov. Na nova derrota por 2-0, na qual Diego Maradona usou a mão para impedir um gol da URSS sem que a irregularidade fosse observada pela arbitragem (com a partida ainda em 0-0), o jogo foi "estranho, estranhíssimo" também porque "ver a rede soviética sem a figura de Rinat Dasayev não era normal", nas palavras do Mundo Deportivo.
O próprio Uvarov declararia em 2005 que Dasayev buscou apoia-lo no intervalo daquela partida: "está tudo bem, Sanya" teriam sido as palavras do tártaro para que o substituto (que, por sua vez, complementou que "tínhamos uma seleção de amigos jogando na época, não é por acaso que dois anos antes, na Alemanha, conquistamos a prata europeia") não se abalasse com o gol sofrido para Pedro Troglio. Já João Saldanha e José Inácio Werneck estiveram entre os cronistas brasileiros que declamaram "bem feito" contra Lobanovskiy por deixar "o esplêndido" Dasayev de lado na derrota para os argentinos. Para o jogo contra Camarões, Lobanovskiy, mesmo diante do péssimo clima que instaurara no grupo, insistiu em usar Uvarov ao invés de Dasayev. A medida já era vista como se representasse a triste despedida deste, após 97 jogos pela seleção; considerando-se somente partidas oficiais, foram 91.
Dasayev, que inicialmente aspirava até a jogar a Copa do Mundo FIFA de 1994, desanimou-se a ponto de anunciar ainda antes do duelo contra os africanos que não mais jogaria pela seleção - desistindo até mesmo de ao menos chegar aos 100 jogos. Em 2019, afirmou não ter raiva de Lobanovskiy, em declaração a mencionar também Igor Belanov, ausente na convocação do treinador:
| “ | Nããããão. Foi um homem avançado para o seu tempo e não lhe guardo qualquer rancor. Ele decidiu mudar e basta-me aceitar. Tão simples quanto isso. O Lobanovskiy era um visionário. Era sério, sim, mas era um visionário e empurrou-nos para a frente. Era como um pai para nós. O Belanov, por exemplo, tinha um cão chamado Lobanovskiy. | ” |

Em 1991, ele ainda participou de jogos noticiados: esteve em setembro por uma seleção de veteranos do Resto do Mundo contra o Variétés, atuando no Parc des Princes juntamente com Franz Beckenbauer, Rivellino, Zico, Michel Platini e Johan Neeskens na vitória por 3-2 sobre uma equipe destinada a empregar no futebol personalidades francesas de outros esportes e antigos futebolistas ilustres locais. Em dezembro, integrou combinado de estrelas de La Liga contra um combinado de croatas que atuavam nela (como Davor Šuker), em jogo beneficente às crianças refugiadas da Guerra de Independência da Croácia.
No estádio Lujniki, em 2007, realizou-se um amistoso de veteranos do Resto do Mundo contra veteranos da seleção soviética para as comemorações do 50º aniversário de Dasayev, em partida que contou com as participações estrangeiras de George Weah, Abédi Pelé, Toni Polster (ex-colega de Sevilla), Luigi De Agostini, Fernando De Napoli, Andoni Zubizarreta, Krasimir Balakov e três ex-jogadores que o enfrentaram na Copa do Mundo FIFA de 1982: o neozelandês Wynton Rufer e os brasileiros Júnior e Éder.
Desde que Dasayev parou de jogar, a seleção soviética e a vindoura seleção russa seguiram carecendo de um ícone por décadas. O primeiro sucessor do goleiro, Dmitriy Kharin, já era descrito na ocasião da Copa de 1994 como alguém que aos 25 anos de idade, embora atuasse então no Chelsea, ainda não havia se provado capaz de emular "nem Yashin e nem Dasayev", mesmo tendo sido campeão olímpico em 1988. Nos anos seguintes, outros herdeiros aparentes como Ruslan Niğmätullin ou Sergey Ovchinnikov tampouco se confirmaram como sucessores dignos, impressão que afetou também Igor Akinfeev até a Copa do Mundo FIFA de 2018. A respeito, Dasayev opinou precisamente em 2018 para a Placar que "tivemos uma escola de goleiros excelente, vários ídolos. Creio que muitos pais ainda contem histórias sobre os grandes goleiros russos e isso influencia a escolha das crianças. Antes era diferente, treinava-se muito mais, a escola [russa] se degradou".

## Títulos

### Spartak Moscou
- Segunda Divisão Soviética: 1977
- Campeonato Soviético de Futebol: 1979 e 1987
- Troféu Cidade de Barcelona: 1982
- Troféu Costa Verde: 1983
- Torneio de Bruges: 1986

### Seleção Soviética
- Futebol nos Jogos Olímpicos de Verão: Bronze de 1980

### Individual
- Melhor goleiro do mundo: 1988
- Melhor goleiro da União Soviética: 1979, 1980, 1981, 1982, 1983, 1985, 1987 e 1988
- FIFA 100